# Bio-brique

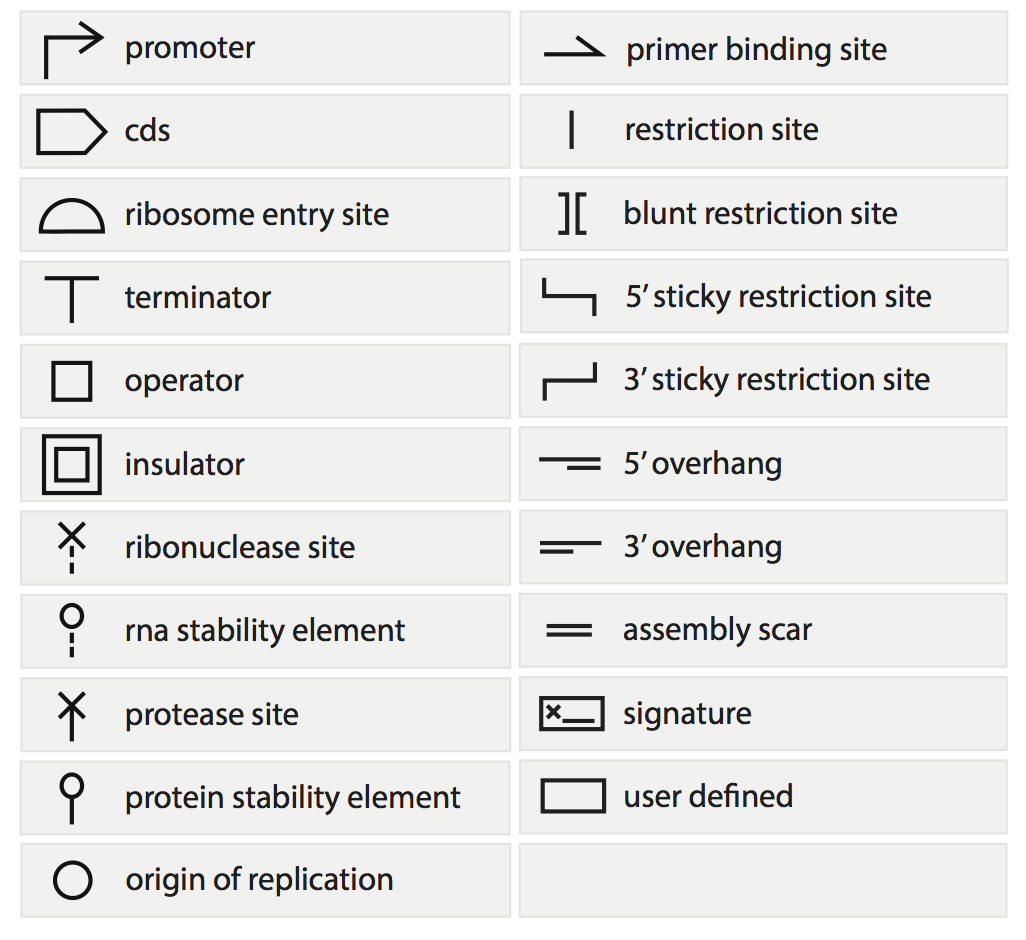
Les symboles standardisés "SBOL" (Synthetic Biology Open Language) peuvent être utilisés pour décrire des architectures de bio-briques (BioBricks)

Le terme bio-brique (ou BioBrick) est utilisé en biologie synthétique pour désigner une séquence d'ADN conforme à un assemblage standard par enzyme de restriction ,. Les bio-briques sont utilisées comme blocs de construction pour concevoir des assemblages de briques individuelles ou de groupes de briques pouvant ensuite être intégrés dans des cellules vivantes (telles que la bactérie Escherichia coli) pour construire de nouveaux systèmes biologiques,. Des exemples de BioBrick sont les promoteurs, des sites de liaison ribosomique (RBS), des séquences codantes et des terminateurs.

## Vue d'ensemble

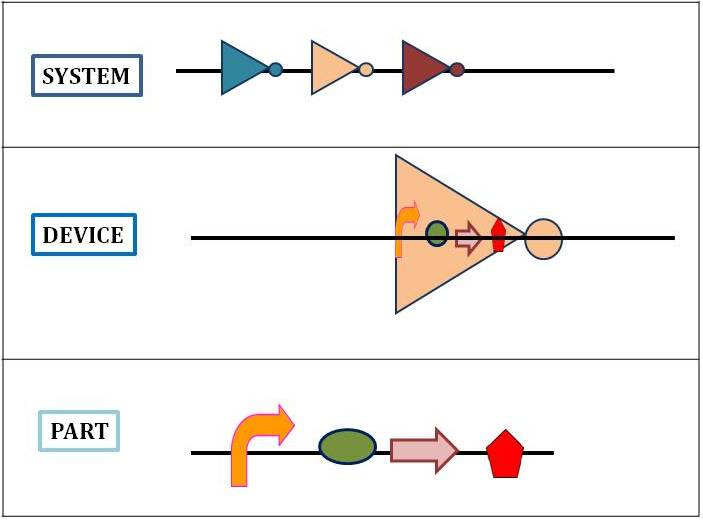
Exemple de répartition de la complexité, par l'abstraction et la modularisation.

Les éléments "BioBricks" sont utilisées en appliquant les principes d'ingénierie de l'abstraction et de la modularisation. Les bio-briques forment le socle du système hiérarchique sur lequel la biologie de synthèse est basée ; avec trois niveaux de hiérarchie :
1. Pièces: ce sont des morceaux d'ADN formant chacun une unité fonctionnelle (par exemple promoteur, RBS, etc.).
2. Dispositif : jeu d'éléments ayant une fonction définie. En termes simples : un ensemble de bio-briques complémentaires et judicieusement assemblées constituent un "appareil".
3. Système: combinaison d'un ensemble de dispositifs permettant d'assurer des tâches de haut niveau.

Le développement d'une standardisation des "pièces biologiques" permet un montage rapide de séquences. La capacité à tester les différentes pièces et dispositifs de façon indépendante et caractérisée améliore aussi la fiabilité des systèmes d'ordre supérieur.

## L'histoire
La première tentative de créer une liste de "pièces biologiques standardisées" date de 1996, et a été faite par Rebatchouk et al., une équipe qui a présenté une stratégie de clonage pour le montage de courts fragments d'ADN. Mais cette première tentative n'a pas vraiment été reconnue par la communauté scientifique de l'époque,. En 1999, Arkin et Endy ont compris que les éléments hétérogènes utilisés pour produire des "circuits génétiques" manquaient de normalisation. Ils ont donc proposé une première liste de pièces biologiques standard. ces bio-briques ont été décrites et présentées par Tom Chevalier au MIT en 2003. Depuis, différents groupes de recherche ont utilisé ces BioBricks pour créer par génie génétique des dispositifs et des systèmes nouveaux (biologie synthétique).

### Fondation BioBricks
Une fondation dénommée "BioBricks Foundation" a été créée en 2006 par des ingénieurs et des scientifiques comme association à but non commercial avec l'objectif de normaliser les "pièces biologiques" utilisées ou utilisables par la biologie synthétique. La Fondation se concentre sur la Technologie, le Droit, et l'Éducation au service de la biologie synthétique. La Fondation accueille aussi la SBx.0, un programme éducatif et technique qui cherche à se développer dans le monde entier. Ses programmes techniques visent la production d'une série de briques biologiques standard. En complément, des programmes visent une généralisation de l'enseignement de ces techniques et l'aide à l'émergence de sources ouvertes et normalisées de "pièces biologiques".

### L'Accord «BioBricks Public Agreement»
Comme une alternative aux systèmes traditionnels de brevets biotechnologiques, et dans un effort de large mise à disposition de "briques biologiques" standardisées et utilisables par une communauté open-source, la Fondation a produit un accord dénommé "BioBricks Public Agreement" (BPA). Cet accord constitue un cadre légal permettant aux utilisateurs de faire reconnaître leur paternité d'invention lors de la réutilisation de bio-briques, de mentionner l'existence ou non de brevet sur des combinaisons de bio-briques, et de librement construire sur la base des contributions des autres utilisateurs, chacun s'engageant à ne revendiquer aucun droit de propriété sur les composants réutilisés,.

## BioBrick Assembly standard
Le standard dénommé "BioBrick Assembly standard" est une norme créée pour surmonter le manque de standardisation des méthodes traditionnelles de clonage moléculaire et faciliter un travail ouvert et collaboratif à échelle internationale. Il améliore la fiabilité des combinaisons de briques de bases pour former des composites biomoléculaires. Il permet aussi à des groupes de biologistes synthétiques éloignés les uns des autres dans le monde de ré-utiliser des bio-briques sans avoir à (re)passer par tout cycle de conception et de manipulation. Ceci signifie qu'une brique nouvelle (ou un assemblage nouveau) peut aussitôt être utilisée par d'autres équipes de chercheurs ou d'industriels, et de plus en plus facilement. En outre, lorsque comparé à l'ancienne méthode de clonage ad hoc, le processus utilisant le "BioBrick assembly standard" est plus rapide et favorise l'automatisation Ce standard est le premier de son genre à avoir été créé dans ce domaine. Depuis, plusieurs autres normes d'assemblage, tels que le "Biofusion standard" et le "Freiburg standard" ont été développés.

### "BioBrick assembly standard 10"
Cette nouvelle norme, développé par Tom Knigh est la plus largement utilisée parmi les standard d'assemblage. Elle implique l'utilisation d'enzymes de restriction. Chaque Bio-brique est une séquence d'ADN qui est portée par un plasmide circulaire, lequel est utilisé comme vecteur. Ce vecteur agit comme un système de transport pour déplacer la bio-brique. La première approche allant dans ce sens a été l'introduction de séquences standard, des séquences "préfixe" et "suffixe" respectivement aux extrémités 5' et 3' d'une séquence d'ADN. Ces séquences standard encodent des sites spécifiques à l'enzyme de restriction. Le préfixe code les sites EcoRI (E) et Xbal (X), tandis que le suffixe code les sites SpeI (S) et PstI (P). Ces préfixe et suffixe ne sont pas considérés comme faisant partie de la bio-brique. Pour faciliter le processus d'assemblage, les bio-briques elles-mêmes ne doivent pas contenir l'un de ces sites de restriction. Lors de l'assemblage de deux briques différentes, l'un des plasmides est digéré avec EcoRI et SpeI. Le plasmide portant l'autre bio-brique est digéré avec EcoRI et Xbal. Cela laisse deux plasmides avec 4 paires de base (pb) au niveau des extrémités 5’ et 3’. Les sites EcoRI vont le lier car ils sont complémentaires les uns des autres. Les sites Xbal et SpeI seront également liés car la "digestion" laissera des extrémités compatibles. Alors les deux briques de l'ADN se retrouvent dans un même plasmide. La ligature donne une zone « cicatricielle » de 8 paires de base entre les deux bio-briques. Comme le site de cette cicatrice est un hybride des sites Xbal et SpeI, il n'est pas reconnu par l'enzyme de restriction. Les séquences préfixe et suffixe demeurent inchangées par ce processus de digestion et de « collage », ce qui permet de nouvelles étapes de montage avec plus de bio-briques.
Cette méthode d'assemblage est un processus idempotent : de multiples applications ne change pas le produit final, et maintiennent le préfixe et le suffixe. Cependant si l'assemblage de bio-briques standard permet la formation de modules fonctionnels, le standard 10 a des limites. Le site cicatriciel à 8 paires de bases (bp) ne permet pas la création d'une vraie protéine de fusion. Le site-cicatrice cause un décalage ribosomique (aussi dénommé décalage du cadre de lecture) qui empêche la lecture en continu de codons, qui est nécessaire à la formation d'une protéine de fusion.
Tom Knight a ensuite (en 2008) développé un protocole (BB-2 assembly standard) pour répondre à ce problème, en utilisant d'autres enzymes pour la digestion de la première partie ; ce sont presque les mêmes mais avec des préfixes et suffixes modifiés.

### Standard "BglBricks assembly"
Le "BglBrick assembly standard" est une autre norme, proposée par J. Christopher Anderson, John E. Dueber, Mariana Leguia, Gabriel C. Wu, Jonathan C. Goler, Adam P. Arkin, and Jay D. Keasling en septembre 2009. Il s'agit d'une méthode permettant de faire de multiples fusion de domaines protéiques de briques biologiques sans modifier le cadre de lecture ni introduire de codons stop. Cette méthode crée une cicatrice GGATCT pouvant ensuite être assemblée par une autre méthode.

### Standard Argent (Biofusion)
Le Pam Silver lab a créé cet autre standard pour surmonter le problème de la formation d'une protéine de fusion. Ce standard d'assemblage est également connu sous le nom de Biofusion. Il s'agit d'une amélioration du ""BioBrick assembly standard 10"" ; il implique la suppression d'un nucléotide du site Xbal et SpeI, ce qui réduit la cicatrice de 2 nucléotides, permettant de maintenant former une séquence cicatricielle de 6 paires de base (bp) . Cette dernière permet au cadre de lecture d'être maintenu. La séquence cicatricielle code l'acide aminé thréonine (ACT) et l'arginine (AGA). Cette légère amélioration permet la formation d'une protéine de fusion dans le cadre. Cependant, l'arginine est un acide aminé chargé, ce qui est un désavantage pour les techniques d'assemblage Biofusion : ces propriétés de l'arginine induisent une déstabilisation de la protéine selon le principe "N-end rule".

### Standard de Fribourg
Une équipe ayant participé à l'IGEM de 2007  a introduit ce nouveau standard d'assemblage pour pallier les inconvénients de l'approche Biofusion.

Elle a créé un nouvel ensemble de séquences préfixes et suffixes en ajoutant des sites d'enzymes de restriction, AgeI et NgoMIV respectivement aux préfixe et suffixe existants.
Ces sites d'enzyme de restriction nouvellement introduits sont compatibles avec les standards de bio-briques. Le standard de Fribourg produit encore un site cicatriciel de 6 bp, mais la cicatrice de la séquence (ACCGGC) code maintenant respectivement pour la thréonine et la glycine. Ceci aboutit à une protéine beaucoup plus stable car la glycine forme une extrémité N-terminale (terminaison aminée) stable, à la différence de l'arginine qui induit une dégradation de cette même extrémité. 

## Méthode de montage
Différentes méthodes sont utilisées pour assembler des briques biologiques. C'est parfois parce que certaines normes requièrent différents matériaux et méthodes (via l'utilisation d'enzymes de restriction différentes), et parfois en raison de préférences dans le protocole car certaines méthodes d'assemblage ont plus d'efficacité ou sont plus faciles à mettre en œuvre que d'autres.

### Assemblage "Triple antibiotique" (ou 3A)
La méthode 3A est la plus couramment utilisée, car compatible avec les méthodes citées ci-dessus.
Cette méthode de montage comporte deux bio-briques et un plasmide de destination. Ce dernier contient un gène toxique (létal), pour faciliter le choix d'un plasmide correctement assemblé. Le plasmide de destination a aussi un autre gène de résistance aux antibiotiques, différent de ceux des plasmides portant les bio-briques. Ces trois plasmides sont tous digérés grâce à l'enzyme de restriction appropriée et ils peuvent ensuite se ligaturer. Seuls les assemblages corrects produiront un composite viable dans le plasmide de destination.

### Assemblage par insert amplifié
La méthode de l'insert amplifié ne dépend pas des séquences de préfixe et suffixe, permettant une utilisation combinée avec une majorité des normes d'assemblages. Elle a également un taux de transformation plus élevé que la méthode 3A et ne nécessite pas que les plasmides aient différents gènes de résistance aux antibiotiques. Cette méthode utilise la PCR avant la digestion et avant de traiter le mélange avec l'enzyme de restriction DpnI, qui digère l'ADN méthylé comme les plasmides. En éliminant les plasmides modèles avec la DpnI, on ne laisse que l'insert à être amplifié par PCR.

### L'assemblage "Gibson scarless"
La méthode d'assemblage dite "Gibson scarless" (sans cicatrice) permet la jonction simultanée de plusieurs bio-briques. Cette méthode nécessite que la séquence souhaitée ait un chevauchement de 20 à 150 paires de bases. Comme les briques biologiques n'ont pas ce chevauchement, la méthode nécessite des amorces de PCR pour créer des surplombs entre les briques biologiques. L'exonucléase T5 permet de créer des brins simples d'ADN dans les extrémités de certaines séquences. Une polymérase ajoute ensuite des segments d'ADN aux lacunes et une ligase Taq peut alors sceller les brins finaux.

## Le registre
Le groupe du MIT dirigé par Tom Knight qui a développé les briques biologiques et la compétition de l'International genetically Engineered Machines (iGEM) est aussi le créateur du registre des briques (Registry of Standard Biological Parts)  devenu l'un des piliers majeurs de la biologie synthétique. Il fournit de l'information disponibles pour tous sur le web, avec des données sur plus de 20 000 "BioBrick". Le Registre contient :
- de l'Information et des données de caractérisation pour toutes les briques, appareils et systèmes
- un catalogue qui décrit la fonction, la performance et le design de chaque bio-brique

Chaque bio-brique a un code d'identification unique qui facilite sa recherche (par exemple, BBa_J23100 désigne un promoteur constitutif). Le registre est en accès libre, et n'importe qui peut y soumettre une bio-brique. La plupart des BioBrick sont soumises par des étudiants participant à l'événement annuel iGEM, une compétition qui a lieu chaque été. Le Registre permet l'échange de données et de documents en ligne, ce qui facilite une réutilisation rapide, et la modification d'assemblages par la communauté participante.
Des registres destinés aux professionnels ont également été développés. Comme la plupart des "BioBricks" ont été décrites par des étudiants de premier cycle dans le cadre de la compétition iGEM, leur caractérisation, les données et métadonnées peuvent être lacunaires, or cette caractérisation est essentielle quand il s'agit de concevoir ou modéliser des composants fonctionnels. Un exemple de registre professionnel est construit par l'établissement public américain The International Open Facility Advancing Biotechnology (BIOFAB), qui contient des descriptions détaillées de chaque pièce biologique. Il est également open-source et disponible dans le commerce. BIOFAB vise à cataloguer avec une haute qualité les bio-briques pour répondre aux besoins de la communauté des professionnels de la biologie synthétique.
La BioBrick Fondation (BBF) est un organisme d'intérêt public créé pour promouvoir l'utilisation de bio-briques standardisées sur des champs et pas de temps dépassant largement la compétition iGEM.
La BBF est actuellement en train de travailler à améliorer ses ressources, avec l'objectif de les rendre librement accessibles à tous.